# Zapoletas
Zapoletas é o nome dado ao povo rude e violento descrito no livro A Utopia, de Thomas More. Fazem qualquer coisa por dinheiro. Os utopianos fizeram um acordo com eles para eliminar outros povos.
São descritos por More no livro como "povo bárbaro, feroz e selvagem, vivendo nas florestas e nas altas montanhas".